# Großberndten
Großberndten ist ein Ortsteil der Kreisstadt Sondershausen im Kyffhäuserkreis (Thüringen) und hat etwa 370 Einwohner.

## Lage
Der Ort liegt auf der Südabdachung der Hainleite östlich des oberen Helbetales. Die Umgebung ist agrarisch geprägt.

### Nachbarorte

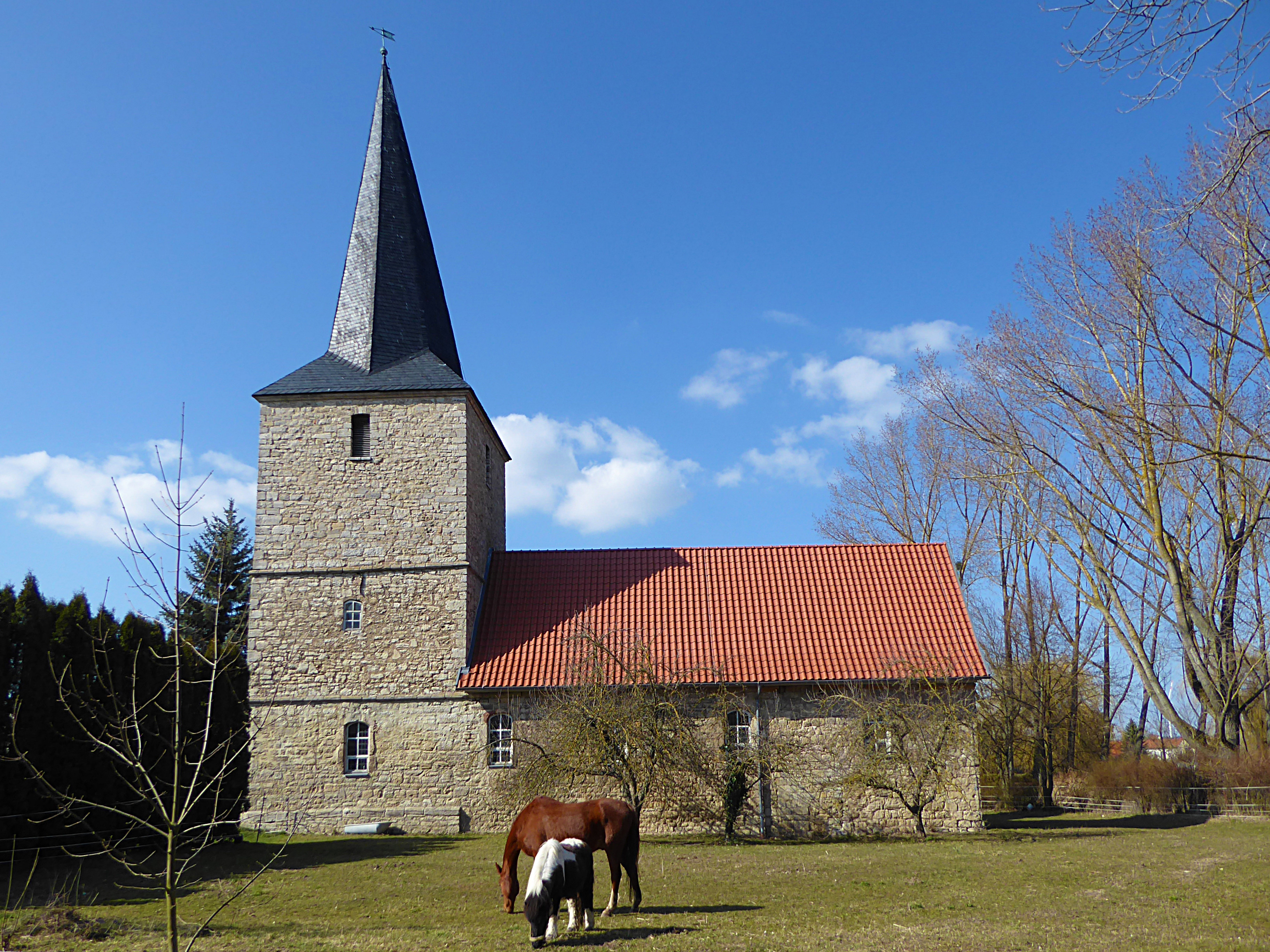
Dorfkirche St. Petrus und Paulus

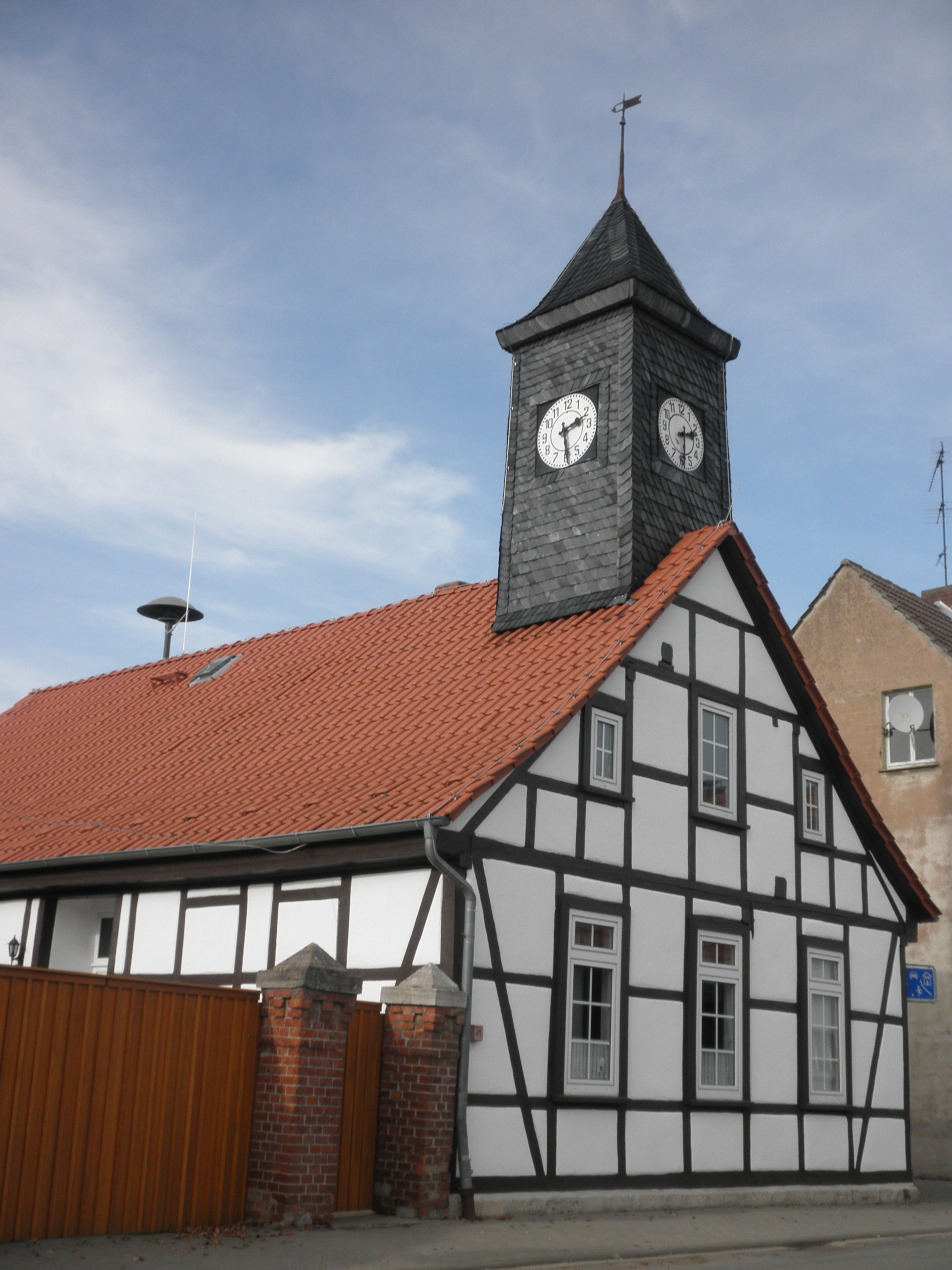
Dorfgemeinschaftshaus in Großberndten

| Kleinberndten | Hainrode                                    | Straußberg Wernrode |
| Dietenborn    | Kompassrose, die auf Nachbargemeinden zeigt | Immenrode           |
| Holzthaleben  | Toba                                        | Himmelsberg         |

## Geschichte
Im 9. Jahrhundert wird Besitz des Klosters Fulda in villa Bergerede in pago Altgewe beurkundet. Im Jahr 1109 wird der Ort Bergeriden bezeichnet, im Jahr 1370 als Ostern Bergereden. Die alten Namensformen bezeichnen einen Ried auf dem Berge und rührt von der Lage des Ortes in einem trockengelegten Moorgelände auf der Hainleite.
Der Kirchenbau wurde nach einer Inschrift um 1587 vollendet. Man vermutet, dass vorher auf dem Gelände eine Burg gestanden hat. Reste einer Befestigung und Vertiefungen von Gräben und auch Mulden sind noch vorhanden. Es könnte aber auch ein befestigter Herrensitz gewesen sein.
Mit Auflösung der Verwaltungsgemeinschaft Schernberg wurde das ursprünglich selbstständige Dorf am 1. Januar 1996 Ortsteil der zu diesem Zeitpunkt gebildeten Großgemeinde Schernberg, die ihrerseits am 1. Dezember 2007 in die Stadt Sondershausen eingemeindet wurde.
Am 25. März 2016 fand das 130-jährige Jubiläum des Großberndtener Kohlenschlagens (auch Bauerngolf genannt) statt.
Der aktuelle Bürgermeister des Ortes, Robert Köhn, ist seit der letzten Bürgermeisterwahl (2019) im Amt.

## Persönlichkeiten
- Emil Friedrich (* 13. März 1885 in Großberndten; † 1965), Gewerkschaftsfunktionär, Kämpfer gegen den Kapp-Putsch und Kommunalpolitiker (SPD/SED)